# Brixton Academy
O2 Academy Brixton — одна из ведущих концертных площадок Лондона, расположенная в Брикстоне (также используется в качестве ночного клуба и театра). Была открыта в 1929 году и первоначально функционировала в качестве кинотеатра «The Astoria». После того как здание было переделано под концертный зал, в 1983 году, в его стенах выступали ведущие рок-исполнители мира. Максимальная вместимость «Brixton Academy» составляет 4,921 человек (3,760 стоячих мест; 1,079 сидячих и 72 на галёрке), для театральных постановок зал переоборудуется под 2,309 сидячих мест.
В декабре 2022 года два человека погибли в результате давки перед входом в заведение. В настоящее время действие лицензии на коммерческую деятельность приостановлено.

## История

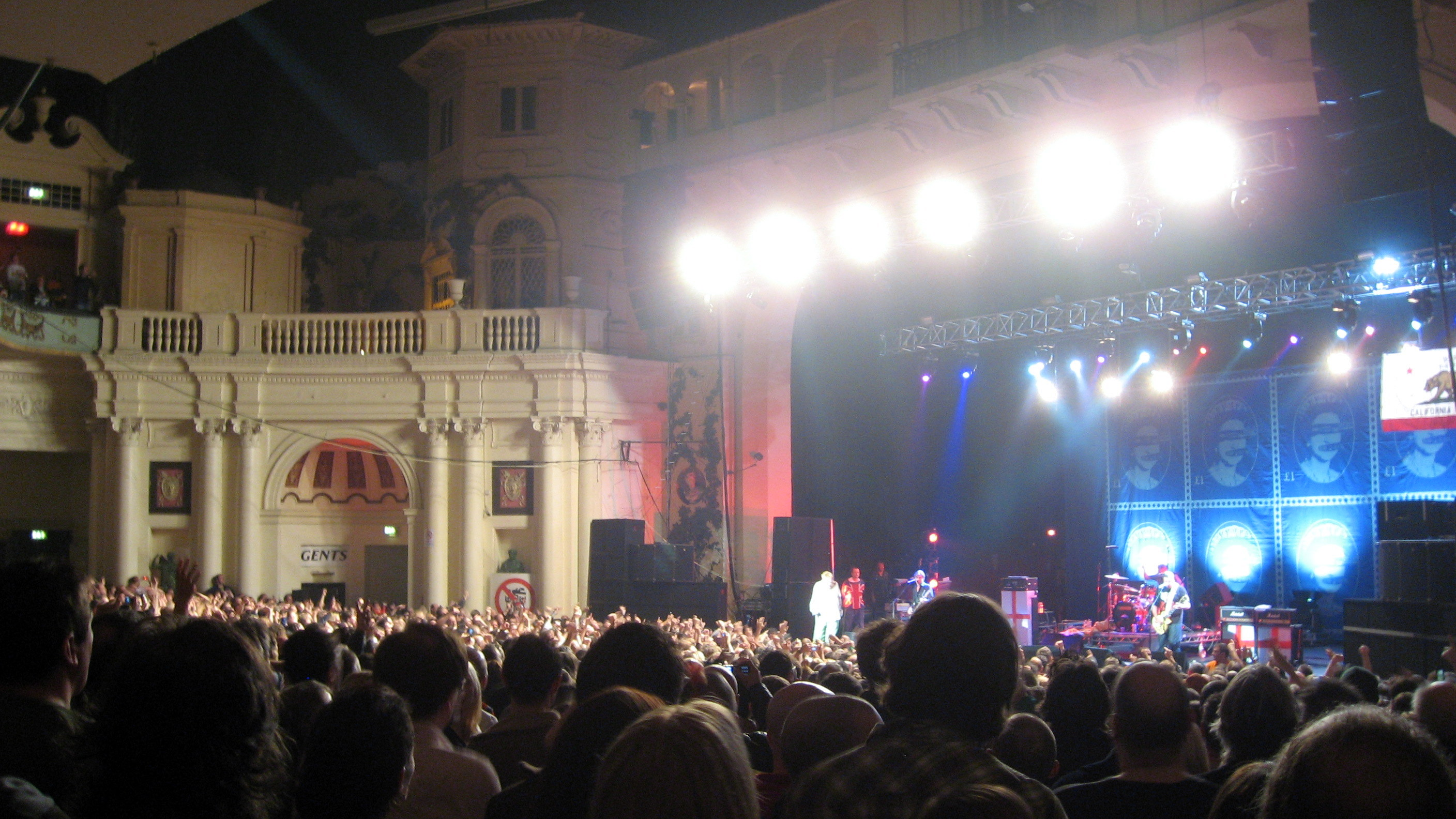
Изображение зрительного зала в стиле итальянского ренессанса

### The Astoria
Здание было построено в 1929 году на месте частного сада расположенного на Стокуэлл-Роуд и первоначально использовалось в качестве кинотеатра/театра «The Astoria». Архитекторами проекта выступили Томас Сомерфорд и Э. А. Стоун, его стоимость составила £ 250,000. Первым фильмом показанным в кинотеатре была лента «Поющий дурак» с Элом Джолсоном в главной роли, сразу после него последовал эстрадный номер при участии популярных артистов того времени — Хеддла Нэша и Дерек Олдхэм — который транслировался по радио Би-би-си. Здание и по сей день сохранило многие из своих оригинальных особенностей, в том числе арку просцениума и интерьер в стиле итальянского ренессанса.

### Sundown Centre
29 июля 1972 года кинотеатр закрылся. В сентябре того же года здание было преобразовано в концертную площадку под названием «Sundown Centre» (специально для организации выступлений рок-групп), однако она не снискала популярности и закрылась примерно через четыре месяца. В мае 1974 года было выдано плановое разрешение на снос здания и возведение на его месте автосалона и автозаправочной станцией. Однако перепланировка была отменена. В итоге здание стали использовать в качестве склада компании Rank Organisation.

### Brixton Academy
В 1981 году здание было реконструировано и отреставрировано Шоном Трейси, который стал его управляющим, и начало функционировать в качестве рок-клуба под названием «The Fair Deal». UB40 была первой группой отыгравшей в нём концерт. В 1982 в там выступила группа The Clash (30 июля, во время гастрольного тура Casbah Club tour), однако в том же году заведение было закрыто из-за долгов. В 1983 году Саймон Паркес выкупил здание за 1 фунт стерлингов и вновь открыл там концертную площадку, получившую новое название — «Brixton Academy».
Успех заведения стабильно возрастал на протяжении 1980-х годов. В его стенах выступали многие известные рок и поп-артисты. Эрик Клэптон, Dire Straits и The Police использовали «Brixton Academy» для репетиций. В здании было снято несколько видеоклипов, в том числе музыкальные видео Wham! («Wake Me Up Before You Go-Go») и Culture Club.
В 1995 году Паркес продал «Brixton Academy». Новые владельцы здания (компания McKenzie Group) отреставрировали помещение, сделали реконструкцию фасада здания в стиле ар-деко вернув его к первоначальному виду (что обошлось в £500,000). Помимо этого была благоустроена территория вокруг здания и закулисные помещения, а также расширен зрительный зал, почти до 5000 человек.
В настоящее время заведение находится в собственности компании Academy Music Group, которая провела его ребрендинг в августе 2004 года. В «Brixton Academy» регулярно проводятся концерты, а также клубные вечера.

### Давка на концерте Asake в 2022 году
15 декабря 2022 года в результате давки перед концертом Asake серьёзно пострадали четыре человека, двое из которых скончались в последующие дни. В материале газеты The Guardian поставили под сомнение ранее появившиеся сообщения о том, что люди пытались прорваться внутрь без билета. Помимо этого издание высказало претензии к администрации заведения. 22 декабря члены совета Ламбета приняли решение приостановить действие лицензии концертной площадки в связи с «серьёзностью событий» и «рисками для общественной безопасности» из-за «отсутствия контроля за толпой у входных дверей». Запрет действовал до судебных слушаний, состоявшихся 16 января 2023 года, после был продлён ещё на три месяца. Согласно сообщениям Би-би-си, сотрудники службы безопасности заведения брали взятки, пропуская людей без билета. В апреле 2023 года столичная полиция заявила, что подаёт запрос об полном отзыве лицензии.

## Концертная площадка
Будучи одной из крупнейших закрытых концертных площадок Лондона, «Brixton Academy» снискала популярность у многих известных музыкантов. Помимо этого, в этом концертном зале 12 раз (начиная с 1994 года) проводилась церемония вручения ежегодной премии журнала NME. В свою очередь, сама «Brixton Academy» несколько раз выигрывала награду Music Week Award как «Лучшая концертная площадка года», в том числе в 2009 году.
Группа The Smiths отыграла свой последний концерт на сцене «Brixton Academy», в декабре 1986 года. Мероприятие проходило под лозунгом против апартеида и изначально было запланировано в Альберт-холле, однако место действия пришлось перенести из-за скандала связанного с участием гитариста группы, Джонни Марра, в автомобильной аварии.
В 2000 году Мадонна организовала эксклюзивное шоу (в не рамок концертного тура) в «Brixton Academy», для продвижения своего альбома Music. Концерт транслировался в прямом эфире — его аудитория составила рекордные 9 миллионов человек.
С пятью концертами подряд в «Brixton Academy» выступали: Rammstein, Iron Maiden, The Clash, Дебби Харри, The Prodigy, Arcade Fire, Nine Inch Nails, Боб Дилан, Hard-Fi, The 1975 и Sex Pistols. В 2009 году этот рекорд был побит комик-группой Майти Буш, которые выступили там с семью концертами подряд (в рамках программы Boosh Live). Также семь шоу подряд на этой площадке давала группа The xx, в 2017 году они выступили столько раз в поддержку альбома I See You, став первым музыкальным коллективом достигшим этого рекорда. Если учитывать сольный сет одного из членов группы, Jamie xx, который отыграл его в выходной день — это число равняется восьми.
В 1996 году электронная группа Leftfield установила рекорд громкости среди всех шоу проходивших в «Brixton Academy». После того как из-за высокого уровня звука басов с потолка начала сыпаться пыль и штукатурка группе запретили использовать звуковую систему подобной мощности в этом заведении. Тем не менее британский коллектив выступил там снова в 2000 году, однако уже не с такой мощной аппаратурой.